# Capitosaurus
Genre
Espèce
Capitosaurus est un genre fossile d'amphibiens temnospondyles. Selon Paleobiology Database, en 2022, ce genre est un nomen dubium de Cyclotosaurus et l'espèce Capitosaurus polaris un nomen dubium de Mastodonsauridae.

## Présentation

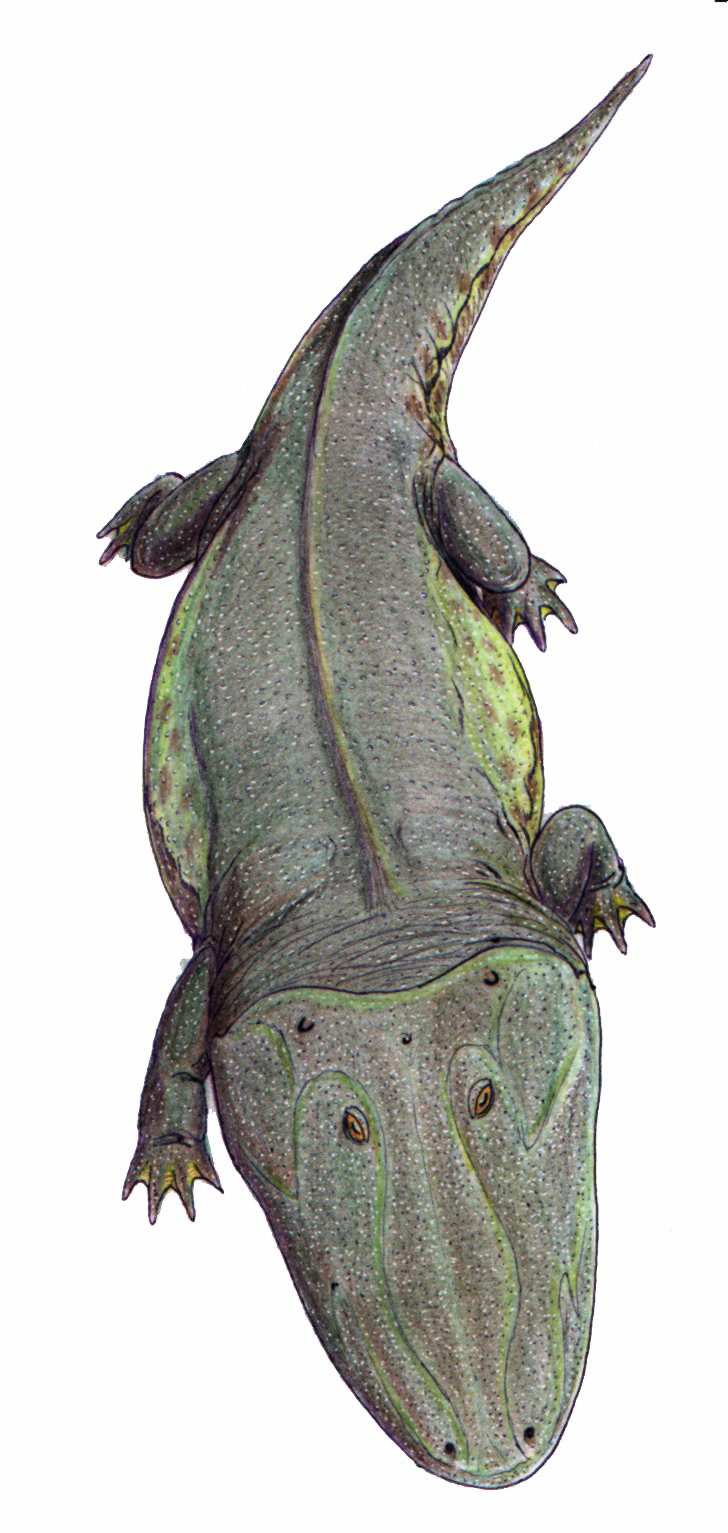
Reconstitution de Capitosaurus polaris.

Les restes ont été trouvés au Spitzberg et en Allemagne. Son crâne mesurait 30 cm de long, pour un corps d'une longueur totale de plus de 122 cm. Plusieurs espèces de cet amphibien piscivore ont été attribuées au genre au fil des ans, mais seule l'espèce Capitosaurus polaris est encore valable aujourd'hui,.